# Otto Kunz (Journalist)
Otto Kunz (* 29. April 1887 in Wald; † 8. Februar 1952 in Biel) war ein Schweizer Journalist.

## Leben
Kunz war Lehrer und später Bundeshauskorrespondent. Von 1926 bis 1935 war er Redaktor bei der Thurgauer Arbeiterzeitung in Arbon und von 1935 bis 1944 bei der Freien Innerschweiz. Ab 1944 arbeitete er als Redaktor bei der Seeländer Volksstimme.
Kunz setzte sich für den von den Nationalsozialisten verfolgten Journalisten und Schriftsteller Felix Fechenbach ein, der 1933 ermordet wurde. Kunz war auch ein persönlicher Freund des späteren österreichischen Bundespräsidenten Franz Jonas. 1946/47 organisierte er in Biel eine Hilfsaktion für den Wiener Arbeiterbezirk Floridsdorf.

## Werke
- Barbara, die Feinweberin. Eine Lebensgeschichte aus dem Zürcher Oberland. Unionsdruckerei, Luzern 1942.